# Olmedo Quimbita
Olmedo Quimbita  Panchi (Latacunga, 1 de junio de 1965) es un pintor ecuatoriano.

## Biografía
Quimbita nació en Latacunga, capital de la provincia de Cotopaxi, un jueves 1 de junio de 1965. Sus padres son Rafael Quimbita y Zoila Panchi y tiene cuatro hermanos con quienes estudió la primaria en el Colegio Vicente León.
Su padre lo envió donde Manuel Cangui en 1977 para que le enseñara diversas técnicas pictóricas. Quimbita y su familia se trasladaron a Quito en 1981 por asuntos de negocios, donde estudió en el Colegio fiscal Seis de Diciembre.
Asistía frecuentemente al Museo de Arte Colonial de la Municipalidad y el de Arte Moderno de la Casa de la Cultura debido a su afición por la pintura y sus ganas por producir sus propias obras. Frecuentó por 3 años la Escuela nocturna de Dibujo y Pintura de la Universidad Central, y en 1986 viajó a Colombia para luego trasladarse a Caracas con la familia Tapia Amagua al ser recomendado por unos amigos. En un inicio le fue muy bien vendiendo las cuatro obras con las que viajó y así poder rentarse un estudio en el cual realizó después de un tiempo obras tropicales, dejando a un lado los temas andinos con los que empezó.
Quimbita viajó a Bogotá para inaugurar una exposición en la Alianza Colombo-Francesa en 1990, donde fue convencido para que regrese a Ecuador por el pintor quiteño Vásquez.